# آماتسو-میکابوشی (شخصیت کمیک)
آماتسو-میکابوشی یک شخصیت تخیلی و ابرتبه‌کار در کتاب‌های کامیک مارول کامیکس می‌باشد. این کاراکتر به وسیلهٔ مایکل اوئمینگ و اسکات کالینز خلق شده و در سفر به راز شماره‌های ۹۹ام (دسامبر ۱۹۶۳) معرفی شد. آماتسو-میکابوشی یک روح خبیث و خدای شر است که بیشتر برای دشمنی‌هایش با ثور و هرکول شناخته شده است. این شخصیت با الهام از میکابوشی از اساطیر ژاپن و کامی از خدایان ژاپن ایجاد شده است.او تقریبا قادر به نابود کردن تمام فرضیه چند جهانی مارول بود،همچنین میکابوشی یکی از کلون های ابلیوئن است.